# Alejandro Albarrán
Alejandro Albarrán Polanco más conocido como Alejandro Albarrán (Ciudad de México, 1985) es un escritor y editor mexicano.

## Biografía
Nacido en la Ciudad de México, obtuvo una licenciatura en música y creación literaria en la Universidad Veracruzana (UV). Fue becario de la Fundación para las Letras Mexicanas en el área de poesía y del Fondo Estatal para la Cultura y las Artes de Veracruz. También fue beneficiario del Fondo Nacional para la Cultura y las Artes en el área de medios alternativos.
Durante su carrera ha particado en algunos proyectos musicales como Sonora Aeroclub y en labores editoriales. Es autor de los poemarios Ruido (2012), Tengo un pulmón que no es el cielo (2014), y Persona fea y ridícula (2017). Textos suyos han aparecido en diversos medios como La Tempestad, Tierra Adentro, Este País y Punto de Partida, entre otras; y en múltiples antologías nacionales. Parte de su obra ha sido traducida al inglés, polaco, portugués y sueco.

### Premios y reconocimientos
En 2018 obtuvo el Premio Internacional Manuel Acuña de Poesía en Lengua Española por su obra Algunas personas no son caballos.

## Publicaciones seleccionadas

### Antologías
- Enrique Flores Acevedo (Coord.) (2013). Antología de letras, dramaturgia, guion cinematográfico y lenguas indígenas : generación 2012-2013, segundo periodo. México, D. F.: Secretaría de Cultura. ISBN 9786075164397.
- Abramo, Paula; Adcock, Juana; Albarrán, Alejandro; Alonso, Erik; Comensal, Jorge; Córdova, Aura Penélope; Duarte, Pablo; Espinosa Estrada, Guillermo; Flores Romero, Luis; García Santamaría, Inti; Guerrero, Maricela; Loo, Sergio; Merlín, Alejandro; Molinet, Pablo; Oliver, Mariana; Pablo, Óscar de; Peñalosa, Javier; Rodríguez Mendoza, Xitlálitl; Solana, Ingrid; Tagle, Tania; Toriz, Rafael; Uribe, Sara; Villeda, Karen; Yépez, Edgar (2015). Arbitraria: muestrario de poesía y ensayo. Ciudad de México: Antílope (Presente). ISBN 9786079707002.
- Albarrán, Alejandro; Álvarez, Emiliano; Backer, Luis; Bravo Varela, Hernán; Cabello, Juan; Carranza, José Israel; Carrera, Alfredo; Cruz, Atenea; Culebro, Roberto; Díaz Castelo, Elisa; Espinosa Sainos, Manuel; Garza Islas, Diana; Gutiérrez Gómez, Juventino; He, Jaime; Jansen, Dörte Katrin; Luna, Eleonora; Mosqueda, Daniel; Prieto, Francisco; Ramos, Azul; Rodríguez Arellano, Martín; Suárez Arriaga, Amelia; Tagle, Tania; Tejeda, César; Teroba, Olivia; Valdez, Saúl (2018). Antología de letras, dramaturgia, y guión cinematográfico: jóvenes creadores del FONCA, generación 2018-2019 segundo periodo. Ciudad de México: Consejo Nacional para la Cultura y las Artes / Fondo Nacional para la Cultura y las Artes. ISBN 9786077456773.

### Poesía
- Albarrán, Alejandro (2012). Ruido. México, D.F.: Consejo Nacional para la Cultura y las Artes / Bonobos (Reino de Nadie).
- Albarrán, Alejandro (2014). Tengo un pulmón que no es el cielo. México: Consejo Nacional para la Cultura y las Artes [CONACULTA] (Fondo Editorial Tierra Adentro-La Ceibita; 17). ISBN 9786075169897.
- Albarrán, Alejandro (2017). Persona fea y ridícula (Primeraición edición). Ciudad de México: Secretaría de cultura, Dirección general de publicaciones. ISBN 9786077456155.